# Cnemaspis adii
Espèce
Cnemaspis adii est une espèce de geckos de la famille des Gekkonidae.

## Répartition
Cette espèce est endémique du Karnataka en Inde.

## Étymologie
Cette espèce est nommée en l'honneur d'Aditya Srinivasulu.

## Publication originale
- Srinivasulu, Kumar & Srinivasulu, 2015 : A new species of Cnemaspis (Sauria: Gekkonidae) from Northern Karnataka, India Zootaxa. no 3947 (1), p. 85–98.